# 阿部為任
阿部 為任（あべ ためとう、弘化2年4月9日（1844年5月14日） - 明治26年（1893年）11月12日）は幕末、明治の博物学者、教材編集者。父は本草学者阿部櫟斎。

## 概要
弘化2年（1845年）4月9日生。慶応2年（1866年）2月、パリ万国博覧会に動植物標本を出品するための開成所虫捕御用に物産学世話心得として加わり、父阿部櫟斎、田中芳男、鶴田清次に従い伊豆国、相模国、駿河国を廻村した。
慶応2年（1866年）櫟斎著『絵入英語箋階梯』の校訂に関わり、自らも5月『挿訳 英吉利文典』、8月『英学捷径 七ツ以呂波』を出版した。『英学捷径 七ツ以呂波』は英語初学者に広く受容され、明治4年（1871年）8月橋爪貫一による増訂版『英学捷径 九体伊呂波』、明治18年（1885年）4月翻刻版が出たほか、『仏学捷径 七ツ以呂波』等他国語の教科書にも影響を与えた。
維新後は英語、植物学等の教科書、字引、往来物等を編集した。明治26年（1893年）11月12日本所表町62番地で死去し、梅林寺に葬られた。法名は自明院異涛碧海居士。

## 著書
- 慶応3年
  - 5月 『挿訳 英吉利文典』[2][7]
  - 8月 『英学捷径 七ツ以呂波』[8]
- 明治8年（1875年）
  - 3月 『植物学訳解』[9]
- 明治9年（1876年）
  - 2月 『掌中 万国物産字引』[10]
  - 7月 田中芳男訳、小野職愨編、文部省編纂『博物図教授法』[11]
  - 7月 富士越金之助共編『日本地誌略』[12]
  - 8月 『漢語字引事物異名 開化消息往来』[13]
  - 8月 『布告字類図解』[14]
  - 10月 『掌中名乗字引』[15]
- 明治10年（1877年）
  - 3月 『新撰音訓 万通早引大全』[16]
  - 4月 『頭書布告図解 開花用文』[17]
  - 4月 『作文字類 開花消息往来』[18]
  - 5月 『改正 日本地誌略字引』[19]
  - 6月 『新選物品識名』[20]
  - 10月 『日本外史字引大全』[21]
  - 10月 『東京土産 掌中独案内』[22]
  - 11月 『華族名鑑』[23]
- 明治11年（1878年）
  - 6月 『いろは分 布告新聞字引』[24]
  - 9月 『袖珍 真草字引大成』[25]
- 明治12年（1879年）
  - 3月 『頭書諸証文例 小学明治用文』[26]
  - 10月 『農業図解』[27]
  - 10月 『改正増補 日本外史字引』[28]
- 明治13年（1880年）
  - 4月 『東京及横浜全図』[6]
  - 5月 『新選広益 妙薬重宝記』[29]
  - 7月 『信濃国地誌略字引』[30]
- 明治14年（1881年）
  - 5月 『挿画 四書字引大全』[31]
- 明治18年（1885年）
  - 10月 『英和五体名頭』[32]
  - 10月 『英和じざい』[33]
  - 10月 『英和筆のはじめ』[34]
  - 11月 『英和幼画解（をさなゑとき）』[35]
- 不明
  - 『古今英雄 戦功導歌』[36]

## 親族
- 祖父：阿部賢任
- 父：阿部櫟斎
- 母：報恩院赤心禅照大姉 – 嘉永元年（1848年）6月24日神田薬師新道で没。岡崎佐多斎宮実母[37]。
- 子：阿部一三[38]
- 孫：阿部士郎 - 荒川区東尾久に住む[38]。